# Betz-le-Château
Betz-le-Château – miejscowość i gmina we Francji, w Regionie Centralnym, w departamencie Indre i Loara.
Według danych na rok 1990 gminę zamieszkiwało 619 osób, a gęstość zaludnienia wynosiła 13 osób/km² (wśród 1842 gmin Regionu Centralnego Betz-le-Château plasuje się na 593. miejscu pod względem liczby ludności, natomiast pod względem powierzchni na miejscu 105.).